# 小林一光
小林 一光（こばやし いっこう、本名かずあき、1965年 - ）は、日本の経営者、教育者、講演家、講師、コンサルタント。
株式会社アイ・タッグ代表取締役、日産グローバル株式会社取締役、日産鮎川義塾の塾頭・講師、株式会社ベイカレントの顧問など、幾多の企業の社外取締役や顧問を務める。
元プルデンシャル生命保険株式会社　エグゼクティブライフプランナー、営業所長、支社長。

## 経歴

### 生い立ち
東京都荒川区出身。早稲田大学卒、4年間ラグビー部に所属。大学4年次、同志社大学に勝って大学選手権優勝。その後社会人東芝府中（現東芝）にも勝ち、チームは日本一に輝く。

### JTB入社
1988年、大学卒業後に株式会社日本交通公社（現 株式会社ジェイティービー）に入社。神田支店に勤務し、主に一般団体の営業を担当。支店の記録を次々に塗り替え、不動のトップ営業マンの地位を確立。1992年度わずか入社4年目にしてグループリーダーに昇格し、小林グループを率いる。

### プルデンシャル生命保険株式会社
1994年、プルデンシャル生命保険株式会社からスカウトを受け入社。入社後わずか5年で、同社の営業マンの最高位であるエグゼクティブライフプランナーに認定。2002年に営業マンとして売上成績日本一、2005年に営業マネージャーとしてチームを業績日本一に導く。トップ営業マンにしてトップ営業マネージャーという偉業を達成。2007年に支社長に就任。2009年に独立。今では「伝説の営業」として業界では知る人ぞ知る存在となる。

### 株式会社アイ・タッグ設立
2010年、株式会社アイ・タッグを設立、代表取締役に就任（現任）。講演・セミナー活動や人材育成・営業支援のコンサルティングを行う。2013年、全国TSUTAYA各店において営業系では初のDVDレンタル開始。

### 日産鮎川事業哲学との出会い
2011年、師匠となる徳山暉純先生と出会い、東洋思想やインド哲学に加え、日産コンツェルンの創業者・鮎川義介氏による道徳と経済を融合した「日産鮎川事業哲学」を学ぶ。その教えを体現し活躍する人物として、その実績が認められ、日産鮎川義塾塾頭＆講師を任命される。現在は全国に多くの塾生を擁するその塾生のトップとして、実践景氣経営学や哲学を楽しく学ぶ『思考革新「哲楽」講座』『「光（かがやき）」ファスティングリトリート』などを担当している。
2021年、日産鮎川義塾の母体である日産グローバル株式会社の取締役に就任。

### アスリートのセカンドキャリアとファーストキャリア支援への取り組み
2014年、「アスリートは、スポーツを通じて厳しい人間教育を受けた優秀な人材」という考えのもと、多くの体育会学生や、元プロアスリートや社会人アスリートのセカンドキャリアをサポートするために、彼らを教育し就職を支援する事業「アスリートエージェント」の設立に参画。
2015年、アスリートエージェントの運営会社である株式会社アーシャルデザインの取締役に就任（現・社外取締役）。
2016年、JリーグFC町田ゼルビア運営会社である(株)ゼルビアの取締役に就任。（現在は退任）
2018年、元鹿島アントラーズので選手やヘッドコーチを務めた奥野僚右氏や元日本代表の鈴木隆行氏らとサッカースクール事業会社である株式会社SAMURAIの設立に参画し、代表取締役に就任。

### 東証プライム上場企業の顧問・役員として業績拡大及び上場に大きく貢献
2011年創業者からの依頼を受け株式会社ベイカレントコンサルティング（現・ベイカレント）の顧問に就任。業績拡大と人材育成を目的としたサポート、主に営業支援や採用支援、セールスマネジメントの指導を行う。その中で2016年の東証上場にも大きく貢献（現・東証プライム市場）。売上げ規模は関わった当初の約10倍となり、今も拡大が続いている。2019年に一度執行役員に就任するが今は退任し、また顧問として活動している。

### 人材育成にかける想い
現在は人材育成や業績拡大を中心とした、コンサルティングや講演、研修、セミナーや執筆活動など幅広く活躍。業種問わず関わる企業や個人を増収増益に導くと同時に、優秀な人材を育成していることが高く評価されている。世のため、人のため、他がために、一人でも多くの人の人生が、幸せに好転するようサポートすることが信条。

## 書籍
- 「最高のマネジメント～超・現場型リーダーの技術～」きずな出版 2018年8月21日 ISBN 9784866630441[3]
- 「選ばれる人の就活マインド」 光文社 2013年10月17日 ISBN 9784334977559[4]
- 「エグゼクティブと契約する技術」 大和書房 2013年5月22日 ISBN 9784479793892[5]
- 「お客様に何を言われても切り返す魔法の営業トーク100」 中経出版 2012年11月29日 ISBN 9784046027474[6]
- 「チームで最高の結果を出すマネージャーの習慣」 すばる舎 2012年1月27日 ISBN 9784799100974[7]
- 「結果を出す人の時間の考え方・使い方」 明日香出版 2011年3月1日 ISBN 9784756914439[8]
- 「世界最高位のトップセールスマンが教える営業でいちばん大切なこと」 SBクリエイティブ 2011年2月16日 ISBN 9784797360981[9]
- 「億万長者との契約書」 フォレスト出版 2009年12月11日 ISBN 9784894513778[10]

## 雑誌・新聞
- 「第4回　顧客と信頼関係を築くためのコミュニケーション 後編」 アジアエックス 2016年8月1日号 MEDIA JAPAN
- 「第3回　顧客と信頼関係を築くためのコミュニケーション 前編」 アジアエックス 2016年6月6日号 MEDIA JAPAN
- 「第2回　選ばれる営業が持つべき4つの自信」 アジアエックス 2016年4月4日号 MEDIA JAPAN
- 「第1回　今の時代、売り込む営業は通用しない！」 アジアエックス 2016年1月18日号 MEDIA JAPAN
- 「二十代をどう生きるか」 月刊致知 2015年9月号 致知出版社
- 「セールスプロフェッショナルに学ぶ　売り込まないで売る会話術」「仕事に使える！聞く力の極意（TJMOOK）」 2015年6月15日 宝島社
- 「日本を変える最強の人脈 ラグビー編」週刊AERA　2015年6月1日24号 朝日新聞出版
- 「第2回スポーツ・セカンドキャリア・シンポジウム ～プロ野球選手達の実りある第二の人生とは～」 週刊ベースボール 2015年1月5&12日号 ベースボール・マガジン社
- 「自らの使命に向かってぶれずに生きる。それが一番幸せな生き方～世界トップ営業マンへの道～」 月刊致知 2014年5月号 致知出版社
- 「スポーツ・セカンドキャリア・シンポジウム ～プロ野球選手たちの第二の人生を取り巻く環境とこれから～」 スポーツゴジラ　2014年第24号 スポーツネットワークジャパン
- 「朝型人間vs夜型人間 自分史上最高の仕事をするコツ」 プレジデント 2014年 2/3号 プレジデント社
- 「スポーツ・セカンドキャリア・シンポジウム ～プロ野球選手たちの第二の人生を取り巻く環境とこれから～」 週刊ベースボール 2013年1月6日&13日号 ベースボール・マガジン社
- 「チームのやる気を上げて結果を出す」 商業界 2012年6月特大号 株式会社商業界
- 日本経済新聞 2012年2月4日 日本経済新聞社
- 「狩猟（飛び込み）よりも農耕（信頼）が営業のカギ！」 週刊SPA! 2011年11月22日・29日合併号 株式会社扶桑社
- 「先は“自分の中”にある！自分ならどうされたいかを考えれば答えは出る」 月刊BIG tomorrow 2011年8月号 青春出版社